# Pato Carret
Rafael Carretta (Buenos Aires, 10 de septiembre de 1923- 9 de septiembre de 2014), más conocido como Rafael Pato Carret y El Pato Carret, fue un actor, compositor, cantante y presentador de televisión argentino.

## Biografía
Fue futbolista en las divisiones juveniles de River Plate, junto a Roberto Tesouro (centrocampista) y Vicente Gambardella (delantero). Además, durante 17 años fue periodista deportivo para la Revista River.
Sus padres fueron de origen italianos. Su padre era Miguel Carretta, quien en Italia era agricultor pero que aprendió con el tiempo el oficio de tejedor de elástico de cama; y su madre se llamó Doménica Incoronata Matzarelli.
Inició su carrera artística a finales de los años treinta en la radio y también tuvo pequeños papeles en cine debutando en Maestro Levita, de Luis César Amadori, uno de los propietarios de Argentina Sono Film. Luego realizó papeles de apoyo en Chimbela, con Elena Lucena y ...Y mañana serán hombres, con Sebastián Chiola. En 1940 se integró, gracias a su creador Tito Martínez del Box, al humorístico ciclo radial La Caravana del Buen Humor, que luego se llamó La Cruzada del Buen Humor, y batió récords de audiencia en este medio a finales de la década. En 1948 participó del filme Cuidado con las imitaciones, donde imitó excelentemente al personaje ficticio Pato Donald (de ahí su apodo).
Luego de su labor en esta película fue convocado junto a Guillermo Rico, Jorge Luz, Juan Carlos Cambón y Zelmar Gueñol para integar Los Cinco Grandes del Buen Humor, grupo que filmó más de 15 películas picarescas de gran taquilla donde participaron además grandes artistas de la época como Nelly Láinez, Margarita Padín o Blanquita Amaro. Su paso al cine con libretos de Máximo Aguirre y producción de Argentina Sono Film le dio mucha popularidad, realizando imitaciones con cuadros musicales, escenografías, mujeres y transformismo. Entre los filmes que protagonizaron, se destacan Cinco grandes y una chica (1950), con Irma Roy, Locuras, tiros y mambos (1951), con libretos de Carlos A. Petit, Vigilantes y ladrones (1952), de Carlos Rinaldi y El satélite chiflado, con 77 minutos de duración. Teniendo el grupo una gran trayectoria y habiendo realizado giras internacionales en países como Cuba y España, fallece Juan Carlos Cambón a temprana edad, por lo que filman algunas películas más con el nombre de Los Grandes del Buen Humor hasta que el equipo se separó definitivamente en 1965.
Desde mediados de la década del 50 participó en espectáculos revisteriles, entre ellos Nerón cumple, junto a Pepe Arias, Adolfo Stray y Nélida Roca y en comedias musicales como El hombre de La Mancha, donde interpretó a Sancho, Buenos Aires de seda y percal y Carnival. En 1960 intervino en La procesión, al lado de Guillermo Brizuela Méndez y cuatro años después, secundó a Luis Sandrini y Ana María Campoy en Las mujeres los prefieren tontos, de Luis Saslavsky y fue parte del filme dedicado al Club del Clan, conjunto musical muy popular. De 1964 a 1967 fue dirigido por el prestigioso Enrique Carreras y en 1965 encabezó en TV La tuerca, considerado uno de los mejores ciclos cómicos, que se transmitió hasta 1974 por los canales 9, 11 y 13 con aceptación. Estaba compuesto por Gogó Andreu, Tono Andreu, Guido Gorgatti, Nelly Láinez, Julio López, Tino Pascali, Vicente Rubino, Carmen Vallejo y Tincho Zabala. En 1970, el programa obtuvo un premio Martín Fierro.
En la cinematografía, sus últimos personajes más importantes fueron Nicolás (Placeres conyugales, 1963), Benites (Ya tiene comisario el pueblo, 1967), Mariano (La novela de un joven pobre, 1968), Antonio (El gran robo, 1968), Néstor (El día que me quieras, 1969) y Nicola (Los muchachos de mi barrio, 1970). Sin embargo, en la mayoría de sus actuaciones figuró como sí mismo: El Pato Carret y en La cigarra no es un bicho, con Amelia Bence, encarnó a un personaje pero sin texto, mientras que la película Martín Fierro, de 1969, ganó un Cóndor de Plata.
En la década de 1970 condujo en televisión un programa infantil llamado Patolandia, del cual en 1978 se hizo una versión cinematográfica dirigida por Julio Saraceni y con guion de Héctor Maselli. En 1981 condujo La mañana de los chicos por Canal 13 y luego retornó con Patolandia.

En 1989 participó de la tercera versión de La tuerca, esta vez a color. A mediados de la década, por falta de trabajo, debió desempeñarse como comerciante, siendo vendedor de juguetes.
En 1994 fue intervenido quirúrgicamente por problemas de salud por lo que casi pierde su voz.
Luego de un largo alejamiento de los medios, en 1992 tuvo un pequeño rol en Siempre es difícil volver a casa, de Jorge Polaco, que no tuvo éxito y significó su último trabajo en cine. Durante toda la década de 1990 se dedicó asiduamente al medio televisivo, incursionando en ciclos como Inconquistable corazón (1994), Ricos y famosos (1997) y Mi ex (1999).
El brillante comediante "Pato" Carret falleció como consecuencia de una fuerte neumonía exactamente un día antes de cumplir sus 91 años, el martes 9 de septiembre de 2014. Su hijo es el actor y conductor Lisandro Carret, y casado desde 1963 por 50 años con Cecilia Svendsen de Carretta, madre de Lisandro en 1973 y Roman en 1975 sus dos únicos hijos. En los viejos tiempos tuvo un romance con la actriz y vedette Silvia Scott.

## Autor de canciones
Además de las canciones que escribió para los diversos programas en los que participó, como por ejemplo Patolandia, Rafael Carret escribió algunas piezas folclóricas, entre las que se encuentran El tata está viejo popularizada por Hernán Figueroa Reyes y Chango Nieto y Mi cajita de recuerdos popularizada por Los del Suquía.

## Filmografía

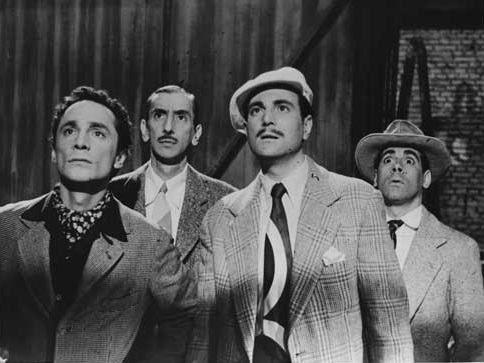
Jorge Luz, Juan Carlos Cambón, Zelmar Gueñol y Rafael Carret en Desalmados en pena de 1954.

### Actor
- Siempre es difícil volver a casa (1992)
- Patolandia nuclear (1978)
- Los chiflados dan el golpe (1975)
- Los muchachos de mi barrio (1970)
- El día que me quieras (1969)
- El gran robo (1968)
- Martín Fierro (1968)
- La novela de un joven pobre (1968)
- Ya tiene comisario el pueblo (1967)
- El Club del Clan (1964)
- Placeres conyugales (1963)
- La cigarra no es un bicho (1963)
- El noveno mandamiento (1962).
- La procesión (1960)
- El satélite chiflado (1956)
- África ríe (1956)
- Los peores del barrio (1955)
- Veraneo en Mar del Plata (1954)
- Desalmados en pena (1954)
- Trompada 45 (1953)
- Vigilantes y ladrones (1952)
- La patrulla chiflada (1952)
- Locuras, tiros y mambo (1951)
- Fantasmas asustados (1951)
- Cinco locos en la pista (1950)
- Cinco grandes y una chica (1950)
- Cuidado con las imitaciones (1948)
- El fabricante de estrellas (1943)
- Melodías de América (1942)
- ...Y mañana serán hombres (1939)
- Chimbela (1939)
- Maestro Levita (1938)

### Compositor
- Patolandia nuclear (1978)
- El satélite chiflado (1956)

## Televisión
- 1955: Los Cinco Grandes del Buen Humor
- 1963: La hostería encantada, por Canal 9
- 1967: La tuerca
- 1970: Patolandia
- 1972: Los privilegiados
- 1981: La mañana de los chicos
- 1989: La tuerca (tercera temporada)
- 1994: Inconquistable corazón
- 1997: Ricos y famosos
- 1999: Club social tercer milenio
- 1999: Mi ex

## Teatro
- Nerón cumple (1957) con Pepe Arias, Nélida Roca, Egle Martin, Adolfo Stray, Tato Bores y Roberto García Ramos.
- Quo Vadis, Arturo (1959), con José Marrone, Vicente Rubino, Nélida Lobato, Juanita Martínez y Pepe Arias.
- No hay Arturo que dure 100 años (1959).
- Las muchachas de antes no usaban bikini (1960).
- ¡Que blancos están los negros! (1960).
- Hay que cambiar los botones (1960), con la "Compañía Argentina de Grandes Revistas" encabezada por Pepe Arias.
- Volverán las oscuras golondrinas (1961).
- 24 horas en la vida de una TV (1962).
- Mi bella revista (1962).
- ¡La vuelta al mundo en elefante! (1962).
- ¡Esto es París!, en el Teatro El Nacional con Nelida Roca, Adolfo Stray, Gogo Andreu y Pepe Parada.
- Pirujas y culandronas (1965), estrenada en el Teatro El Nacional.
- La Lechuguita y el Pato Volador (1965), junto con Zulma Faiad.
- Operación Bikfni (Las hijas de James Bond) (1966)
- Chau verano (1966)
- Maipísimo (1967), con Jorge Porcel, Ámbar La Fox, Don Pelele, Marianito Bauzá e Hilda Mayo.
- El hombre de la Mancha (1968).
- Minifalditis (1968).
- Después de Z... Viene P... (1970).
- La Revista de Buenos Aires (1971).
- Fantástica (1972).
- Aquí se mata de risa (1975).
- ¡Qué revista en Tabarís! (1979), con el actor Osvaldo Pacheco y la Vedette y actriz Haydée Padilla.
- Rosaluz, la más linda de la historia (1981).
- Risas y algo más en Tabarís (1997)
- El conventillo de la paloma (1998), junto a María Leal y Diana Maggi.

## Discografía
- Fiesta infantil con el Pato - DISC JOCKEY
- Los Privilegiados (1973) - Junto a Elsa Daniel - RCA
- Super Canciones Infantiles
- Patolandia (1976) - RCA
- Ventanusca Magikusca - con las canciones de Patolandia (1983) - AUDIOMAGNETICA